# Stadio Obilića Poljana
Lo stadio Obilića Poljana (in montenegrino: Stadion Obilića Poljana) è un impianto sportivo di Cettigne, in Montenegro. Ospita le partite interne del FK Lovćen, la più antica squadra di calcio del paese.

## Storia
Un primo stadio venne costruito proprio sul terreno dove sorge quello attuale nel 1913, e fu teatro dei primi incontri calcistici nel Regno del Montenegro. Nel 1943 fu aperto un nuovo impianto sportivo nella zona sud della città.
Nel 1957 venne costruito l'attuale stadio e fu inaugurato in occasione dell'incontro di seconda divisione zona B Lovćen-NK GOŠK Ragusa. Il 28 febbraio 1971 in occasione degli ottavi di finale di Coppa di Jugoslavia tra Lovćen e Dinamo Zagabria venne registrato il record di spettatori, con oltre 6.500 presenze. 
Nel 2014 è stata annunciata la totale ricostruzione dello stadio Obilića Poljana che sarà intitolato a Pietro di Cettigne. Finanziato dalla municipalità, dal governo montenegrino e dalla Federazione calcistica del Montenegro, il nuovo impianto avrà una capacità di 5.192 posti e andrà incontro agli standard della UEFA. 